# Svenska cupen i fotboll 2005
Svenska cupen i fotboll 2005 var den 50:e upplagan av svenska cupen i fotboll. Turneringen startade den 20 mars 2005 och avslutades den 29 oktober 2005 med finalen, som hölls på Sveriges nationalarena Råsunda. Djurgårdens IF vann finalen 2–0 mot Åtvidabergs FF. 

## Första omgången
De 32 matcherna spelades mellan 20 mars och 14 april 2005. Det var 68 lag i den första omgången från Division 1, Division 2 och Division 3, men inkluderade även några lag från Division 4 och Division 5.
| Lag 1             | Totalt                | Lag 2               |
| ----------------- | --------------------- | ------------------- |
| Tvååkers IF       | 0–3                   | Malmö Anadolu BI    |
| IK Sleipner       | 4–3                   | Syrianska FC        |
| Jämjö GoIF        | 1–4                   | Ystads IF FF        |
| Lärje/Angereds IF | 1–0                   | Skärhamns IK        |
| Segeltorps IF     | 1–2 (e.f.)            | Topkapi Konya KIF   |
| BK Forward        | 0–0 (e.f.) (5–6 str.) | Enskede IK          |
| Söderhamns FF     | 1–2                   | Sandvikens IF       |
| Tyresö FF         | 0–4                   | Vallentuna BK       |
| Husqvarna FF      | 3–1                   | IF Heimer           |
| Kulladals FF      | 1–7                   | Bunkeflo IF         |
| Långås IF         | 0–4                   | Limhamns IF         |
| Mölnlycke IF      | 1–3                   | Tidaholms GoIF      |
| IFK Värnamo       | 3–3 (e.f.) (5–4 str.) | Kristianstads FF    |
| Kalmar AIK        | 2–0                   | Ängelholms FF       |
| Östersunds FK     | 3–1                   | Kubikenborgs IF     |
| IF Väster         | 0–4                   | Melleruds IF        |
| IFK Arboga        | 2–6                   | Forssa BK           |
| Valtorps IF       | 1–3                   | Tenhults IF         |
| Skellefteå AIK    | 3–0                   | Sävast AIF          |
| IK Fyris          | 0–5                   | Vasalund/Essinge IF |
| Växjö BK          | 0–3                   | Lunds BK            |
| Bara GIF          | 2–0                   | Kvibille BK         |
| Sälen/S-Lima      | 0–6                   | Carlstad United BK  |
| Värtans IK        | 3–3 (e.f.) (0–3 str.) | Visby IF Gute FK    |
| Linköpings FF     | 0–3                   | Degerfors IF        |
| Gamla Upsala SK   | 0–0 (e.f.) (7–8 str.) | Spårvägens FF       |
| Lundby IF         | 1–3                   | Kinna IF            |
| Skövde AIK        | 2–1                   | Jönköpings Södra    |
| Gammalkils IF     | 0–2                   | Rynninge IK         |
| IK Oden           | 0–2                   | IFK Ölme            |
| Svenljunga IK     | 2–0                   | Myresjö IF          |
| Assi IF           | 0–1                   | Bureå IF            |

## Andra omgången
I denna omgång ingick de 32 vinnande lagen från föregående omgång samt 32 lag från Allsvenskan och Superettan. De 32 matcherna spelades mellan 19 april och 21 april 2005.
| Lag 1               | Totalt                | Lag 2              |
| ------------------- | --------------------- | ------------------ |
| Bara GIF            | 0–6                   | IK Sleipner        |
| FC Trollhättan      | 0–0 (e.f.) (6–7 str.) | Väsby United       |
| Bureå IF            | 0–2                   | Trelleborgs FF     |
| Visby IF Gute FK    | 2–0                   | Friska Viljor FC   |
| Forssa BK           | 3–4 (e.f.)            | Tenhults IF        |
| Skövde AIK          | 0–1                   | Östersunds FK      |
| IFK Ölme            | 1–1 (e.f.) (4–1 str.) | IK Brage           |
| Husqvarna FF        | 0–7                   | IF Elfsborg        |
| Ystads IF FF        | 0–2                   | Halmstads BK       |
| Kinna IF            | 1–2 (e.f.)            | Åtvidabergs FF     |
| Kalmar AIK FK       | 1–7                   | IFK Göteborg       |
| Melleruds IF        | 0–3 (e.f.)            | GAIS               |
| Topkapi IK          | 0–3                   | Landskrona BoIS    |
| Skellefteå FF       | 1–1 (e.f.) (4–2 str.) | IF Brommapojkarna  |
| Spårvägens FF       | 0–2                   | Assyriska FF       |
| Vasalund/Essinge IF | 1–1 (e.f.) (4–3 str.) | Örebro SK          |
| Sandvikens IF       | 1–2                   | Östers IF          |
| Lunds BK            | 2–2 (e.f.) (5–3 str.) | Västra Frölunda IF |
| Anundsjö IF         | 1–5                   | IFK Norrköping     |
| Vallentuna BK       | 1–3                   | Malmö FF           |
| Tidaholms GoIF      | 0–4                   | Bodens BK          |
| IFK Värnamo         | 0–2                   | Hammarby IF        |
| Rynninge IK         | 1–3                   | Djurgårdens IF     |
| Valsta Syrianska IK | 4–3 (e.f.)            | Falkenbergs FF     |
| Bunkeflo IF         | 1–0                   | Västerås SK FK     |
| Limhamns IF         | 0–0 (e.f.) (4–5 str.) | BK Häcken          |
| Lärje-Angereds IF   | 0–0 (e.f.) (4–5 str.) | Kalmar FF          |
| Enskede IK          | 2–0 (e.f.)            | Helsingborgs IF    |
| Svenljunga IK       | 0–2                   | Gefle IF           |
| Malmö Anadolu BI    | 0–1 (e.f.)            | GIF Sundsvall      |
| Carlstad United BK  | 0–3                   | AIK                |
| Degerfors IF        | 1–3                   | Örgryte IS         |

## Tredje omgången
De 16 matcherna i denna omgång spelades mellan 4 maj och 19 maj 2005.
| Lag 1               | Totalt | Lag 2            |
| ------------------- | ------ | ---------------- |
| Valsta Syrianska IK | 0–4    | Örgryte IS       |
| Östersunds FK       | 2–3    | Åtvidabergs FF   |
| Assyriska FF        | 2– 1   | Gefle IF         |
| Halmstads BK        | 3–2    | Bodens BK        |
| Enskede IK          | 3–1    | Visby IF Gute FK |
| Trelleborgs FF      | 1–0    | AIK              |
| Bunkeflo IF         | 0–3    | GIF Sundsvall    |
| Vasalund/Essinge IF | 0–1    | IF Elfsborg      |
| Lunds BK            | 1–4    | IFK Norrköping   |
| Skellefteå AIK      | 2–11   | IFK Göteborg     |
| Tenhults IF         | 0–1    | IFK Ölme         |
| Östers IF           | 0–1    | BK Häcken        |
| IK Sleipner         | 1–2    | GAIS             |
| Väsby United        | 0–2    | Djurgårdens IF   |
| Kalmar FF           | 3–1    | Hammarby IF      |
| Landskrona BoIS     | 1–3    | Malmö FF         |

## Fjärde omgången
De 8 matcherna i denna omgång spelades mellan 1 juni och 13 juli 2005.
| Lag 1          | Totalt                | Lag 2          |
| -------------- | --------------------- | -------------- |
| IFK Ölme       | 1–1 (e.f.) (5–4 str.) | Kalmar FF      |
| Örgryte IS     | 1–1 (e.f.) (2–4 str.) | Assyriska FF   |
| IFK Göteborg   | 1–2                   | IF Elfsborg    |
| Enskede IK     | 1–5                   | Djurgårdens IF |
| Åtvidabergs FF | 1–0                   | Trelleborgs FF |
| BK Häcken      | 0–0 (e.f.) (4–3 str.) | Malmö FF       |
| IFK Norrköping | 2–0                   | GIF Sundsvall  |
| GAIS           | 2–1                   | Halmstads BK   |

## Kvartsfinaler
De fyra matcherna i denna omgång spelades mellan 22 juli och 4 augusti 2005.
| Lag 1          | Totalt                  | Lag 2          |
| -------------- | ----------------------- | -------------- |
| IFK Ölme       | 0–6                     | Djurgårdens IF |
| Assyriska FF   | 2–2 (e.f.) (10–11 str.) | IFK Norrköping |
| IF Elfsborg    | 4–3 (e.f.)              | BK Häcken      |
| Åtvidabergs FF | 1–1 (e.f.) (5–4 str.)   | GAIS           |

## Semifinaler
Semifinalerna spelades 8 september och 22 september 2005.
| Lag 1          | Totalt | Lag 2          |
| -------------- | ------ | -------------- |
| Åtvidabergs FF | 1–0    | IFK Norrköping |
| Djurgårdens IF | 2–1    | IF Elfsborg    |

## Final
Finalen spelades den 29 oktober 2005 på Råsunda.
| Lag 1          | Totalt | Lag 2          |
| -------------- | ------ | -------------- |
| Djurgårdens IF | 2–0    | Åtvidabergs FF |

## Fotnoter
1. ↑  ”Svenska Cupen herrar - Resultat tidigare år - 2005 - Svenskfotboll.se”. https://svenskfotboll.se/cuper/svenska-cupen-herrar/resultat-tidigare-ar/2005/. Läst 13 oktober 2011.